# The Headboys
The Headboys was een Britse poprockband.

## Bezetting
- Lou Lewis[4] (zang, gitaar)
- George Boyter[5] (zang, basgitaar)
- Calum Malcolm[6] (zang, keyboards)
- Davy Ross[7] (drums)
- Bobby Heatlie[8]

## Geschiedenis
De songs op het gelijknamige album zijn simpel, zonder franje en desondanks gevarieerd. Typisch voor de vlotte, beat-georiënteerde muziek zijn de aannemelijke melodieën en zangharmonieën. Producent was Peter Ker, die eerder onder andere het album Approved by the Motors van The Motors had geproduceerd. Het bevat op iedere kant zes nummers. De singles The Shape of Things to Come, Kickin' the Kans en School Girls werden eruit gehaald, waarvan alleen The Shape of Things to Come zich kon plaatsen in de hitlijst.
De goede recensies van de vakpers voor hun album moedigden de band aan voor een tournee door Zuid-Amerika, die echter werd geannuleerd. In 1982 werd nieuw materiaal opgenomen en werd de single Something's Happening uitgebracht. Daarna werd de band echter ontbonden, zonder het geplande tweede album ten einde te brengen.
Er bestaat een coverversie van The Shape of Things to Come van de Duitse bands Fury in the Slaughterhouse en Alphaville en een gelijknamige song van Slade. Beide songs worden alleen verbonden door de gemeenschappelijke titel.

## Discografie

### Singles
- 1979: Stepping Stones
- 1979: Kickin the Kans
- 1979: The Shape of Things to Come
- 1980: Schoolgirls
- 1982: Something's Happening

### Albums
- 1979: The Headboys
- 2013: The Lost Album